# وردال
وردال (به لاتین: Verdal) یک منطقهٔ شهری در نروژ است که در تروندلاگ واقع شده‌است. وردال ۱٬۵۴۷٫۷۷ کیلومتر مربع مساحت و ۱۴٬۹۴۸ نفر جمعیت دارد.